# Злодейка с наклейкой
«Злодейка с наклейкой» — советский кукольный мультипликационный фильм 1954 года, киноплакат, снятый режиссёрами Борисом Степанцевым и Всеволодом Щербаковым для взрослых.
Это первая режиссёрская работа Бориса Степанцева, в будущем создателя таких культовых мультфильмов, как «Малыш и Карлсон», «Вовка в Тридевятом царстве», «Приключения Мурзилки», «Петя и Красная Шапочка», «Щелкунчик», «Петух и краски» и других.
Мультфильм входил в киноальманах «Родимые пятна», вместе с ещё тремя новеллами: «Ревизоры поневоле», «Я ничего не помню» и «Подпись неразборчива».

## Сюжет
Авторы фильма-киноплаката посвятили его вечной теме — о вреде пьянства. Мультфильм, предназначенный для взрослого зрителя, создан по басням Сергея Михалкова. Главный антигерой — пол-литровая бутылка, творящая беду повсюду и несущая зло всем, кто ищет с ней встречи. Сюжет в стилистике немого кино сопровождается музыкой и перемежается агитационными рифмами:

Иногда

От опьянения —

Два шага

До преступления.
Ущерб стране

Наносит тот,

Кто на работе

Водку пьёт.
Бывает,

Что от рюмки водки

И до могилы

Путь короткий.
Заканчивается мультфильм призывом:

Запомни, город и село!

Боритесь с пьянством,

Пьянство — зло!

## Создатели
- сценарий — Сергея Михалкова
- режиссёры — Всеволод Щербаков, Борис Степанцев
- оператор — Иосиф Голомб
- художник-постановщик — В. Грохотов
- композитор — Александр Мосолов
- звукооператор — Георгий Мартынюк
- ассистент режиссёра — В. Шевелева
- ассистент по монтажу — Н. Аравина
- куклы и декорации выполнены под руководством главного художника Романа Гурова
- актёры кукловоды: Владимир Кусов, Г. Бодрова, Л. Кярт
- директор картины — Борис Бурлаков